# Klem in de draaideur
Klem in de draaideur is een boek uit 2000 en een daarop gebaseerde televisieserie uit 2003 over het conflict tussen minister Winnie Sorgdrager en de procureurs-generaal. Die affaire leidde indertijd tot het ontslag van Arthur Docters van Leeuwen als voorzitter van het College van Procureurs-Generaal. 

## Verhaal
Winnie Sorgdrager is benoemd tot Minister van Justitie in het Kabinet-Kok I als een Arrestatieteam een helikopter inraast en vertrekt. Het AT vertrekt naar Terschelling en houdt daar de politieman René Lancee aan. Sorgdrager benoemd Arthur Docters van Leeuwen tot Super Procureur-generaal, de op een na hoogste post binnen Justitie. Docters van Leeuwen zal het College van procureurs-generaal (Nederland) leiden, waarin al vroeg problemen ontstaan over de handelingen van Rutger van Randwijck, die laakbaar gehandeld heeft in de IRT-affaire. Docters van Leeuwen zet Sorgdrager voor een keuze: klaagt zij Desi Bouterse aan, of doet hij dat? Sorgdrager zegt hem toe dat hij Bouterse mag vervolgen.
Echter, het blijkt tijdens een ontmoeting met Hans van Mierlo (D66), toenmalig Minister van Buitenlandse Zaken, dat Bouterse nooit uitgeleverd zal worden aan Nederland. Terwijl Docters van Leeuwen dit op tv al heeft toegezegd aan het Nederlandse volk in een uitzending van Buitenhof (televisieprogramma). Hier ontstaat al snel de eerste deuk in de relatie tussen Docters van Leeuwen en Sorgrdrager. Terwijl de twee, buiten het werk om, op zeer goede voet staan. Zo heeft Sorgdrager Docters van Leeuwen tijdens het personeelsfeest van het Ministerie van Justitie meegenomen de dansvloer op om te laten zien dat de relatie tussen het Ministerie en het departement goed is. 
Een veel groter probleem dan de vervolging van Bouterse ontstaat: de Zaak Lancee. De aangehouden politieman Lancee, die door het AT op Terschelling werd opgepakt, werd door zijn dochter beschuldigt dat hij haar misbruikt had. Echter, de dochter van Lancee heeft dit verzonnen, waardoor een onafhankelijk onderzoek wordt gestart onder leiding van het particuliere recherchebureau Bakkenist uit Diemen. Het blijkt dat Procureur-Generaal Dato Steenhuis nevenfuncties heeft binnen Bakkenist als adviseur en hierdoor inzage in het rapport had. Steenhuis is naast lid van het College van Procureurs-Generaal ook PG in Groningen (stad). Het Openbaar Ministerie aldaar valt onder zijn verantwoordelijkheid. Steenhuis heeft de zaak gemanipuleerd middels zijn toegang tot het rapport en heeft ervan gemaakt dat de politietop  in Groningen verantwoordelijk is, in plaats van de dienstdoende Officier van Justitie. Hierdoor ontstaat een politieke crisis, aangezien Docters van Leeuwen vooraf van Steenhuis te horen kreeg dat hij nevenfuncties bekleedde binnen Bakkenist. 
Docters van Leeuwen beschouwt de houding van Sorgdrager naar hem toe als een indirecte oorlogsverklaring. Politicus Dick Dolman wordt ingeschakeld om te onderzoeken omdat zowel het Openbaar als het Ministerie de feiten niet kennen. Docters van Leeuwen houdt Steenhuis de hand boven het hoofd. En uiteindelijk brengt Dolman rapport uit. Hier ontstaat het volgende probleem: in eerste instantie is door de Commissie Dolman toegezegd dat er 72 uur leestijd werd gegeven om het rapport door te nemen. Sorgdrager echter vindt dat het rapport op het Ministerie moet worden gelezen binnen 1 uur, waarop Steenhuis dreigt met een kort geding indien de leestijd niet wordt teruggedraaid. De crisis wordt groter en de vraag is of Sorgdrager als Minister nog te handhaven is. Uiteindelijk stapt Docters van Leeuwen op als Super Procureur Generaal om Sorgdrager de vernedering te besparen. 

## Boek
Het boek Klem in de draaideur, dat in 2000 werd gepubliceerd, is geschreven door Ad van Liempt en Ger van Westing. 

## Film
Het televisiedrama Klem in de draaideur is gebaseerd op het gelijknamige boek. 
Het scenario is van Ger Beukenkamp. Regie: Peter de Baan. Producent: Joost de Wolf.
Klem in de draaideur werd in twee delen uitgezonden door de VPRO op donderdagavond 25 december 2003 en 1 januari 2004. 
In een bespreking in Opportuun, een periodiek van het Openbaar Ministerie, werd het gekenschetst als "een knap drama met een laag realiteitsgehalte".
| Personage                   | Acteur              | Functie                                           |
| --------------------------- | ------------------- | ------------------------------------------------- |
| Winnie Sorgdrager           | Tamar van den Dop   | Minister van Justitie                             |
| Arthur Docters van Leeuwen  | Thom Hoffman        | Super Procureur Generaal                          |
| Dato Steenhuis              | Huub Stapel         | Procureur Generaal Groningen/Lid College van PG's |
| Rolph Gonsalves             | Hans Trentelman     | Lid College van PG's                              |
| René Ficq                   | Ger Thijs           | Lid College van PG's                              |
| Rutger van Randwijck        | Rudolf Lucieer      | Lid College van PG's/Procureur Generaal Amsterdam |
| Dochter Docters van Leeuwen | Lisa Gotoh          |                                                   |
| Harry Borghouts             | Han Römer           | Secretaris-Generaal van Justitie                  |
| Hans van Mierlo (D66)       | Tom Jansen (acteur) | Minister van Buitenlandse Zaken, Partijleider D66 |
| Thom de Graaf               | Marcel Hensema      | Prominente D66 Politicus                          |
| Dick Dolman                 | Kees Hulst          | Commissieleider                                   |
| Hans Blok                   | Fred Goessens       | Lid College van PG's                              |
| Paul Witteman               | Peter Blok          | Presentator Buitenhof                             |
| Lies Kraayenbrink           | Maureen Teeuwen     | Secretaresse Docters van Leeuwen                  |
| Joris Demmink               | Bert Geurkink       | Directeur Generaal van Justitie                   |
| Anne Marie Stordiau         | Saskia Rinsma       | Directeur Voorlichting van Justitie               |
| Meneer Sorgdrager           | Martijn Oversteegen | Man Sorgdrager                                    |
| Dochter Sorgdrager          | Josefien Hendriks   |                                                   |
| Visagiste                   | Urmie Plein         |                                                   |
| Secretaresse Sorgdrager     | Kamilla Hensema     |                                                   |
| Gevangenisdirecteur         | Peter de Baan       |                                                   |

## Opnamelocaties
- Ministerie van Justitie: (Interieur): De Bazel Amsterdam, Vijzelstraat 32, Amsterdam, (Exterieur): Onbekend
- Gevangenis: PI Lelystad, Larsedreef 300, Lelystad